# 1982 FNS歌謡祭

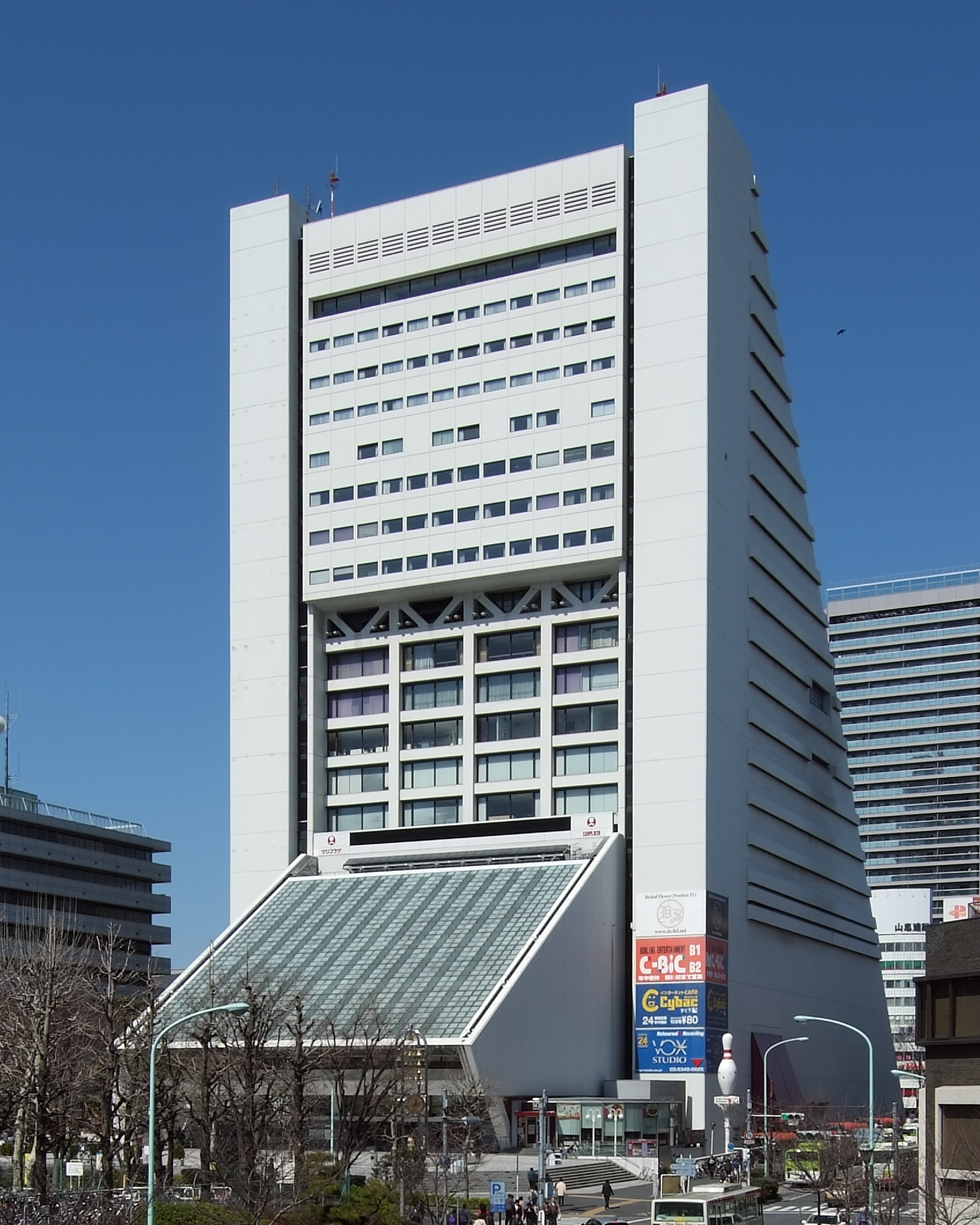
予選の会場となった中野サンプラザ

『1982 FNS歌謡祭』（1982 エフエヌエスかようさい）は、1982年（昭和57年）12月7日に中野サンプラザで「発表！FNS歌謡祭'82優秀賞」と題して12月21日に日本武道館で「決定！FNS歌謡祭'82グランプリ」と題して行われ、フジテレビ系列で生放送された通算11回目のFNS歌謡祭。

## 司会
- 芳村真理
- 露木茂（当時フジテレビアナウンサー）

## 受賞作品・受賞者一覧

### グランプリ（大賞）
- 松田聖子「野ばらのエチュード」

### 最優秀歌唱賞
- 五木ひろし「契り」

### 最優秀新人賞
- シブがき隊「100%…SOかもね!」

### 最優秀ヒット賞
- 岩崎宏美「聖母たちのララバイ」

### 最優秀視聴者賞
- 細川たかし「北酒場」

### 優秀歌謡音楽賞
- 河合奈保子「けんかをやめて」
- 柏原芳恵「花梨」
- 田原俊彦「誘惑スレスレ」
- 近藤真彦「ホレたぜ!乾杯」
- 西城秀樹「聖・少女」
- 沢田研二「6番目のユ・ウ・ウ・ツ」
- 森昌子「立待岬」
- 岩崎宏美「聖母たちのララバイ」
- 松田聖子「野ばらのエチュード」
- 五木ひろし「契り」
- 細川たかし「北酒場」
- 大橋純子「シルエット・ロマンス」
- 研ナオコ「夏をあきらめて」

### 優秀新人賞（最優秀新人賞ノミネート）
- 中森明菜「少女A」
- 堀ちえみ「とまどいの週末」
- シブがき隊	「100%…SOかもね!」
- 石川秀美「ゆ・れ・て湘南」
- 小泉今日子「ひとり街角」
- 早見優「アンサーソングは哀愁」
- 尾形大作「ひとりごと」
- 松本伊代「センチメンタル・ジャーニー」

### 最優秀作詞・作曲・編曲賞
- 松本隆（作詞）
- 井上大輔（作曲）
- 松任谷正隆（編曲）

## スタッフ
- 構成：塚田茂、スタッフ東京
- 音楽：広瀬健次郎
- 指揮：三原綱木
- 演奏：ダン池田とニューブリード&ストリングス
- コーラス：日本プロ合唱団連合、フィーリング・フリー
- 技術：柳川銑太郎
- スイッチャー：高橋友男
- カメラ：横山進
- 映像：下田弘一
- 音声：永田正孝、郷間攻
- 照明：谷川富也
- 音響効果：プロジェクト80
- 美術制作：堀切清
- デザイン：根本研二、馬場文衛
- 進行：石鍋伸一朗
- 大道具：石塚孝志、山本秀樹
- 電飾：神崎武
- アクリル：土橋一夫
- メイク：篠崎圭子
- タイトル：山形憲一
- ヘアメイク：野村真一
- スタイリスト：梅原ひさ江
- 制作協力：テレビ西日本
  - ディレクター：内野邦彦
  - 技術：古賀千尋
  - カメラ：村井純和
  - 映像：岸上昌則
  - 音声：牧野茂
  - 照明：権藤利幸
- 演出：渡辺光男
- プロデューサー：疋田拓
- 制作著作：フジテレビ
- 協賛：日本音楽事業者協会、音楽出版社協会、日本レコード協会
- 企画：「FNS歌謡祭音楽大賞」大会・運営・実行委員会